# Caltagirone
Caltagirone település Olaszországban, Szicília régióban, Catania megyében. Lakosainak száma 35 765 fő (2023. január 1.). Caltagirone Acate, Gela, Grammichele, Licodia Eubea, Mazzarrone, Mineo, Mirabella Imbaccari, Niscemi, Piazza Armerina, San Michele di Ganzaria és Mazzarino községekkel határos.

## Népesség
A település népességének változása:
| Lakosok száma | 38 493 | 38 295 | 35 765 |
|               | 2017   | 2018   | 2023   |